# 6277 Siok
6277 Siok eller 1949 QC1 är en asteroid i huvudbältet som upptäcktes den 24 augusti 1949 av de båda amerikanska astronomerna Henry L. Giclas och Robert D. Schaldach vid Lowell-observatoriet. Den är uppkallad efter Steve och Kathy Siok.
Asteroiden har en diameter på ungefär 3 kilometer.